# M2 All Shock
m2 All Shock è stato un programma musicale italiano realizzato in sodalizio tra la rete televisiva All Music e la radio m2o. È andato in onda in contemporanea sui due mezzi di comunicazione, ogni sabato sera dalle 22:00 alle 24:00.
Precedentemente chiamato m2o The Dance Night, la trasmissione cambia nome a settembre 2005.
Il programma trasmetteva i più famosi e migliori videoclip di musica elettronica (per la maggior parte House) videomixati da Provenzano. Intanto sulla radio m2o è possibile ascoltare la musica di detti video in contemporanea.
Sul sito di All Music, inoltre, tramite un apposito collegamento, era possibile sapere in anteprima quali video saranno stati trasmessi il sabato sera.
Il programma è risultato essere uno dei più seguiti delle due emittenti, in quanto è stato l'unico programma italiano che riguarda i video di musica House.
Il programma ha ospitato anche numerosi remix di molteplici video famosi. Tra gli altri: Moby - Slipping Away (Axwell Vocal Mix) (2006), Depeche Mode - Suffer Well (Narcotic Thrust Vocal Dub) (2006), Bloodhound Gang - Uhn Tiss Uhn Tiss Uhn Tiss (Scooter Rmx) (2006), Beyoncé & Shakira - Beautiful Liar (Freemasons Rmx) (2007), Rihanna ft. Jay-Z - Umbrella (Seamus Haji & Paul Emanuel Club Rmx) (2007), Mutya Buena - Real Girl (Moto Blanco Remix) (2007), Elroy & Tom Piper ft. Gabrielle Abela - Point'n'Clap (Matty Martinez Mix) (2007) e molti altri ancora.
Il programma, riaprendo i battenti a settembre 2007, dopo due mesi di repliche per pausa estiva, ha integrato al suo interno delle novità: ogni due video mixati la cantante Renée la Bulgara tratta una curiosità su un argomento qualsiasi (sport, tecnologia, gossip, ecc.), inoltre prima dell'interruzione pubblicitaria vengono riepilogati i 5/7 video mixati.
Da inizio gennaio 2009 il programma è stato sostituito da un altro programma contenente anch'esso video musicali per lo più house, Night rmx.